# Airdrie (Alberta)
Airdrie è una cittadina canadese della provincia dell'Alberta. Ha una popolazione di 28 000 abitanti ed è posta alla periferia Nord della città di Calgary, lungo  l'autostrada Queen Elizabeth II sul Corridoio Calgary-Edmonton. La crescita costante della città di Calgary ha inglobato nella sua area urbana la città di Airdrie.